# Invariantes de Riemann
Os invariantes de Riemann são transformações matemáticas feitas em um sistema de equações conservativas para as tornarem mais fáceis de serem resolvidas. As invariantes de Riemann são constantes ao longo de curvas características de equações diferenciais parciais onde obtêm o nome de invariantes. Elas foram obtidas pela primeira vez por Bernhard Riemann em seu trabalho com ondas planas nas dinâmicas dos gases. 

## Teoria matemática
Considere o conjunto de equações de conservação : 
{\displaystyle l_{i}\left(A_{ij}{\frac {\partial u_{j}}{\partial t}}+a_{ij}{\frac {\partial u_{j}}{\partial x}}\right)+l_{j}b_{j}=0}
Onde {\displaystyle A_{ij}} e {\displaystyle a_{ij}} são os elementos das matrizes {\displaystyle \mathbf {A} } e {\displaystyle \mathbf {a} }e {\displaystyle l_{i}} e {\displaystyle b_{i}} são elementos de vetores. Será perguntando se é possível reescrever essa equação para 
{\displaystyle m_{j}\left(\beta {\frac {\partial u_{j}}{\partial t}}+\alpha {\frac {\partial u_{j}}{\partial x}}\right)+l_{j}b_{j}=0}
Para fazer isso essas curvas serão introduzidas no plano (x,t) definido pelo campo vectorial {\displaystyle (\alpha ,\beta )}. O termo em parênteses será reescrito em termos da derivada total x,t são parametrizados como{\displaystyle x=X(\eta ),t=T(\eta )}
{\displaystyle {\frac {du_{j}}{d\eta }}=T'{\frac {\partial u_{j}}{\partial t}}+X'{\frac {\partial u_{j}}{\partial x}}}
comparando as duas últimas equações, encontramos 
{\displaystyle \alpha =X'(\eta ),\beta =T'(\eta )}
que agora pode ser escrito em forma característica 
{\displaystyle m_{j}{\frac {du_{j}}{d\eta }}+l_{j}b_{j}=0}
onde devemos ter as condições 
{\displaystyle l_{i}A_{ij}=m_{j}T'}
{\displaystyle l_{i}a_{ij}=m_{j}X'}
onde {\displaystyle m_{j}} pode ser eliminado para dar a condição necessária 
{\displaystyle l_{i}(A_{ij}X'-a_{ij}T')=0}
portanto, para uma solução não trivial, o determinante é igual a zero 
{\displaystyle |A_{ij}X'-a_{ij}T'|=0}
Para os invariantes de Riemann nós estamos preocupados com o caso quando a matriz {\displaystyle \mathbf {A} } é uma matriz identidade da forma 
{\displaystyle {\frac {\partial u_{j}}{\partial t}}+a_{ij}{\frac {\partial u_{j}}{\partial x}}=0}
observe que isso é homogêneo devido ao vetor {\displaystyle \mathbf {n} } ser zero. Na forma característica o sistema é 
{\displaystyle l_{i}{\frac {du_{i}}{dt}}=0} com {\displaystyle {\frac {dx}{dt}}=\lambda }
Onde {\displaystyle l} é o vetor próprio esquerdo da matriz {\displaystyle \mathbf {A} } e {\displaystyle \lambda 's} é a velocidade característica dos autovalores que a matriz {\displaystyle \mathbf {A} } possui, os quais satisfazem 
{\displaystyle |A-\lambda \delta _{ij}|=0}
Para simplificar essas equações características, nós podemos fazer a transformação {\displaystyle {\frac {dr}{dt}}=l_{i}{\frac {du_{i}}{dt}}}
que chega a isso 
{\displaystyle \mu l_{i}du_{i}=dr}
Um fator integrante {\displaystyle \mu } pode ser multiplicado para ajudar a integrar nesse caso. Assim o sistema agora esta na forma característica 
{\displaystyle {\frac {dr}{dt}}=0} em {\displaystyle {\frac {dx}{dt}}=\lambda _{i}}
que é equivalente ao sistema diagonal 
{\displaystyle r_{t}^{k}+\lambda _{k}r_{x}^{k}=0,} {\displaystyle k=1,...,N.}
A solução deste sistema pode ser dado pelo método holográfico generalizado 

## Exemplo
Considere que a equação de Euler unidimensional escrita em termos de densidade {\displaystyle \rho } e velocidade {\displaystyle u} é  
{\displaystyle \rho _{t}+\rho u_{x}+u\rho _{x}=0}
{\displaystyle u_{t}+uu_{x}+(c^{2}/\rho )\rho _{x}=0}
{\displaystyle c}, sendo a velocidade do som, é introduzido devido à suposição isentrópica. Escreva este sistema em forma de matriz 
{\displaystyle \left({\begin{matrix}\rho \\u\end{matrix}}\right)_{t}+\left({\begin{matrix}u&\rho \\{\frac {c^{2}}{\rho }}&u\end{matrix}}\right)\left({\begin{matrix}\rho \\u\end{matrix}}\right)_{x}=\left({\begin{matrix}0\\0\end{matrix}}\right)}
a partir da análise acima, os valores próprios e os vetores próprios precisam ser encontrados. Os valores próprios são encontrados para satisfazer 
{\displaystyle \lambda ^{2}-2u\lambda +u^{2}-c^{2}=0}
para obtermos 
{\displaystyle \lambda =u\pm c}
e os autovetores são encontrados como 
{\displaystyle \left({\begin{matrix}1\\{\frac {c}{\rho }}\end{matrix}}\right),\left({\begin{matrix}1\\-{\frac {c}{\rho }}\end{matrix}}\right)}
onde os invariantes de Riemman são 
{\displaystyle r_{1}=J_{+}=u+\int {\frac {c}{\rho }}d\rho ,}
{\displaystyle r_{2}=J_{-}=u-\int {\frac {c}{\rho }}d\rho ,}
( {\displaystyle J_{+}} e {\displaystyle J_{-}} são as notações amplamente usadas na dinâmica dos gases ). Para o caso de um gás perfeito com aquecimentos específicos constantes, existe a relação {\displaystyle c^{2}={\text{const}}\,\gamma \rho ^{\gamma -1}}, Onde {\displaystyle \gamma } é a razão de calor específica, para dar aos invariantes de Riemann  
{\displaystyle J_{+}=u+{\frac {2}{\gamma -1}}c,}
{\displaystyle J_{-}=u-{\frac {2}{\gamma -1}}c,}
para dar as equações 
{\displaystyle {\frac {\partial J_{+}}{\partial t}}+(u+c){\frac {\partial J_{+}}{\partial x}}=0}
{\displaystyle {\frac {\partial J_{-}}{\partial t}}+(u-c){\frac {\partial J_{-}}{\partial x}}=0}
Em outras palavras, 
{\displaystyle {\begin{aligned}&dJ_{+}=0,\,J_{+}={\text{const}}\quad {\text{along}}\,\,C_{+}\,:\,{\frac {dx}{dt}}=u+c,\\&dJ_{-}=0,\,J_{-}={\text{const}}\quad {\text{along}}\,\,C_{-}\,:\,{\frac {dx}{dt}}=u-c,\end{aligned}}}
Onde {\displaystyle C_{+}} e {\displaystyle C_{-}} são curvas características. Isso pode ser resolvido pela transformação holográfica. No plano holográfico, se todas as características colapsam em uma única curva, então nós obtemos uma única onda. Se a forma da matriz do sistema de pde´s está na forma 
{\displaystyle A{\frac {\partial v}{\partial t}}+B{\frac {\partial v}{\partial x}}=0}
Então, pode ser possível multiplicar através pela matriz inversa {\displaystyle A^{-1}} desde que a matriz determinante {\displaystyle \mathbf {A} } de não seja zero. 